# Say You're Just a Friend
Say You're Just a Friend è un singolo del cantante statunitense Austin Mahone estratto dal suo primo EP Austin Mahone.
Il videoclip del brano è stato pubblicato da VEVO l'8 febbraio 2013, mentre la canzone è stata resa disponibile il 3 dicembre 2012.
Il singolo è stato fatto con la collaborazione del rapper Flo Rida. 

## Video
Il video musicale di "Say You're Just a Friend" è stato pubblicato l'8 febbraio 2013 su YouTube. La durata del video è di 3 minuti e 16 secondi. Nel video è presente la modella Kimberly Schanks.
Il 27 febbraio è stato pubblicato un secondo video della canzone, dove c'è Mahone che esegue la canzone in versione piano.